# 十菱愛彦
十菱 愛彦（じゅうびし よしひこ、1897年11月5日 - 1979年9月6日）は、日本の戯曲作家、小説家、占星術研究家。別名・トービス・星図。

## 生涯
兵庫県神戸市出身。日本大学専門部宗教科中退。アテネ・フランセに学び、倉田百三の知遇を得た。1921年処女戯曲「離婚への道」、次いで書き下ろし「愛の路は寂し」で認められた。牧野信一らと十日会を結成、「黒猫」「黒猫座」を主宰した。
その後小説「第二の処女期」、1925年の「処女の門」が発禁となり「闇に咲く」と改題して出版。他に戯曲「小栗上野の死」など。
戦災後、占星学を研究、日本聖星学研究所長となった。

## 著書
- 『離婚への道 戯曲』文武堂 1923
- 『處女の門 長篇小説』聚芳閣 1925
- 『闇に咲く 長篇小説』聚芳閣 1925
- 『小栗上野の死』第一出版社 1929
- 『星占い入門』トービス星図 隆文館 1962
- 『星の暦 1962年版』トービス・星図 隆文館 1962
- 『幸福を招く星占い』トービス星図 東都書房 1967
- 『神秘学入門』トービス星図 霞ケ関書房 1970
- 『恋の星占 愛と結婚の求愛術』トービス・星図 文陽社 1971
- 『われらの地球未来 宝瓶宮時代の宝瓶宮サイクル』トービス・星図 日本聖星学研究所 1972
- 『星占の魅惑』トービス・星図 文陽社